# Saraguren
Die Saraguren waren ein historischer Stamm von Steppennomaden, der Mitte des 5. Jahrhunderts im Raum des Asowschen Meeres lebte. Dem Namen nach („weiße/westliche Oguren“) hat es sich vermutlich um ein Turkvolk gehandelt.
Über die Geschichte der Saraguren ist nur sehr wenig bekannt, da sie in den spätantiken Quellen nur selten erwähnt werden. Anfang der 460er Jahre wurden die Saraguren und benachbarte Gruppen von den Sabiren aus ihren Stammsitzen verdrängt. Die Saraguren besiegten daraufhin die benachbarten Akatziren und schickten (wie der Geschichtsschreiber Priskos berichtet) eine Gesandtschaft an den oströmischen Kaiserhof von Konstantinopel. Sie baten dort um ein Bündnis, wurden aber nur mit Geschenken wieder entlassen. Anscheinend wurden sie aber zum Krieg gegen das persische Sassanidenreich ermuntert, da sie kurz danach im Jahr 466 in die persische Kaukasusregion einfielen. Anschließend verschwinden die Saraguren aus der Überlieferung; ihre weitere Geschichte ist damit zwar unbekannt, doch dürften sie in anderen Stämmen der nördlichen Schwarzmeerregion aufgegangen sein.